# Антеридій

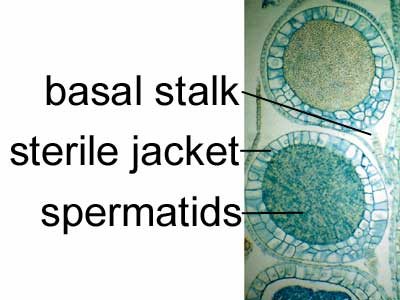
Антеридій

Антери́дій — чоловічий статевий орган нижчих і архегоніатних рослин. У водоростей і грибів антеридій здебільшого одноклітинні; у папоротеподібних і мохоподібних антеридій багатоклітинні з одношаровою стінкою.